# Marko Pavlovski
Marko Pavlovski (in serbo Марко Павловски?; Belgrado, 7 febbraio 1994) è un calciatore serbo, centrocampista del DFK Dainava.

## Carriera

### Club
La sua carriera inizia nel 2011, esattamente il 29 maggio, quando debutta con la maglia dell'OFK Belgrado in occasione del match contro il Čukarički Stankom. Il 29 ottobre, durante il match giocato contro il Borac Čačak, riceve la sua prima ammonizione in carriera.

### Nazionale
Nel 2011, dopo aver preso parte a 19 partite con l'Under-17, viene convocato dal CT dell'Under-19, con cui nel 2013 vince gli Europei di categoria.
Nel 2015 fa il suo debutto in Under-21.

## Palmarès

### Club

#### Competizioni nazionali
- Supercoppa di Lituania: 1

Sūduva: 2022
- Campionato montenegrino: 1

Budućnost: 2022-2023

### Nazionale
- Campionato europeo di calcio Under-19: 1

2013